# Soay (Innere Hebriden)
Soay (schottisch-gälisch: Sòdhaigh, altnorwegisch: so-øy, deutsch „Schafsinsel“) ist eine Insel der Inneren Hebriden in Schottland.

## Geographie
Soay liegt unmittelbar südlich von Skye, der größten Insel der Inneren Hebriden. Von Skye ist es durch den Soay Sound getrennt. Die Insel gehört zur Civil parish Bracadale, deren Hauptteil den Westen von Skye bildet, und bildet deren südlichste Landmasse. Die Insel Rùm liegt südlich von Soay, gehört aber bereits zur Small Isles Parish.

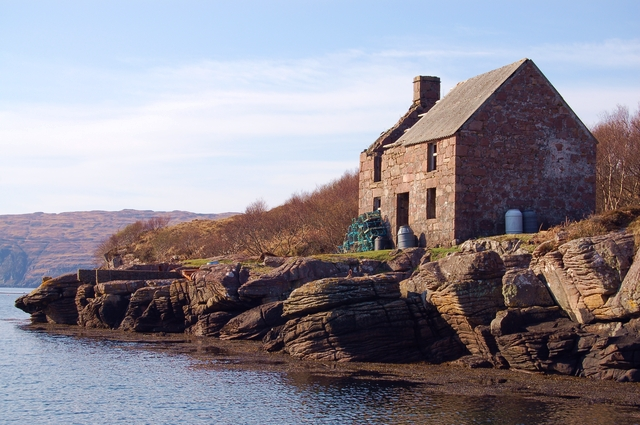
Gebäude der Haiölfabrik

Soay ist 10,4 km² groß. Die höchste Erhebung ist der 141 Meter hohe Beinn Bhreac. Die Insel hat durch die Buchten Soay Harbour im Norden und Camas nan Gall (deutsch: „Bucht der Fremden“) im Süden die Form einer Hantel. Die Hauptsiedlung ist Mol-chlach am Camas nan Gall.

## Geschichte
1851 betrug die Einwohnerzahl 158 und erreichte damit ihren Höhepunkt. In den anschließenden Highland Clearances wurden zahlreiche Inselbewohner vertrieben.
1946 kaufte der Schriftsteller Gavin Maxwell die Insel und errichtete eine Fabrik zur Herstellung von Haiöl aus Riesenhaien (Cetorhinus maximus). Nach drei Jahren wurde die Fabrik geschlossen. Die Population der Riesenhaie rund um Soay hat sich bis heute nicht von dem damaligen Raubbau erholt.
1953 wurden zahlreiche, vor allem gälischsprechende Einwohner nach Mull umgesiedelt. Seitdem ist Soay nur sehr schwach besiedelt. Auf der Insel gab es die erste solargesteuerte Telefonanlage der Welt.

## Briefmarken
Zwischen 1965 und 1967 wurden im Namen der Insel Soay Briefmarken herausgegeben. Sie zeigen Europamotive. Einige wurden mit einer Erinnerung an Winston Churchill überdruckt. Da sie ohne Erlaubnis des Inselbesitzers hergestellt wurden, gelten sie als Fälschungen, sind aber von speziellen Sammlern gesucht.

## Verkehr
Soay ist mit dem Schiff von Elgol auf Skye aus erreichbar.

## Sonstiges
- Eine unbewohnte Insel des St.-Kilda-Archipels heißt ebenfalls Soay, siehe Soay (St. Kilda). Ferner gibt es in den Äußeren Hebriden die Inseln Soay Mòr und Soay Beag, die gleichfalls unbewohnt sind.